# الشيطان يحكم (كتاب)
كتاب الشيطان يحكم هو كتاب من تأليف الدكتور مصطفى محمود تحدث فيه عن كمٌ هائل من الأفكار التي تتوزع على جميع مظاهر الحياة الاجتماعية والثقافية والسياسية والفنية، وقل أكثر. تستوقفه الظواهر الشائعة التي تحمل في طياتها بذور الفساد من مثل ظاهرة الأفلام الجنسية التي تجتاح مجتمعات العالم كافة، مبيناً الغاية منها، منبهاً إلى تداعياتها. ويتحدث عن مواضيع شتى وبالأحرى عن هموم شتى تجتاح العالم، في محاولة لبعث مزيد من الوعي، ومزيد من الفهم لما يجري في العالم، وللنفاذ إلى أبعد حدود ممكنة للوقوف على الحقائق والنوايا الكامنة وراء تلك الأحداث والظواهر الشائعة.

## مقتطفات من الكتاب
- “المرأة كتاب عليك أن تقرأه بعقلك اولا وتتصفحه دون نظر إلى غلافه..قبل أن تحكم على مضمونه”
- “الجميلة لم تجتهد لتولد جميلة. والقوي لم يجتهد ليولد قوياً. والحاد البصر لم يجتهد ليولد حاد البصر. بعض التواضع”
- “إذا اردت أن تحكم على جمال امرأة لا تنظر إليها بعينيك وإنما انظر إليها بعقلك لترى ماذا يختفى وراء الديكور”
- “إن من يقتل أخاه لا يكره أخاه، وإنما يكره نفسه.. فاليد لا ترتفع لتقتل إلا إذا كانت النفس من الداخل يعتصرها التوتر. القاتل لا يعلن الحرب على الآخرين إلا إذا كانت الحرب قد اعلنت داخل نفسه واشتد أوارها وثار غبارها فأعمى العيون والأبصار. المجرم هو دائماً إنسان ينزف من الداخل.”
- “ساذج العقل من يقول لك أنت تافه.. فلكل شئ في هذه الدنيا خطره مهما كان صغيراً ضئيلاً.. ولقد تغير أنت الدنيا.. وقد تفتح عينيك غدا فتكتشف شيئاً.. وقد تكون وأنت الجندي اليوم قائد المعركة غداً.”
- “الدنيا هي الفرصة التي أتاحها الخالق لمخلوقاته لتختار طريقها بالفعل.. ليظهرنا علي نفوسنا.. ويعرفنا علي حقيقتنا”
- “المعنى الوحيد للسيادة هو أن تكون سيدا على نفسك أولا قبل أن تحاول أن تسود غيرك.. أن تكون ملكا على مملكة نفسك.. أن تتحرر من أغلال طمعك وتقبض على زمام شهوتك.”
- “العالم مبني علي العدل ولا ظلم هناك. وما ينزل بالإنسان من قدر هو بالفعل يستحقه.. وكما يفكر الإنسان يكون.. وكما تضمر في نفسك تسير حياتك. حكمة هندية لحكماء اليوجا”
- “ما أجمل أن يهبنا الله الزمن الذي لا يدوم فيه شئ. كل شئ يمضي ثم يصبح ذكري.”
- “الذي دعانا إلي ضبط شهواتنا ليس القسيس ولا الواعظ إنما هو تراكم الخبرات والتجارب عبر ألوف السنين … ملايين الأخطاء والمحن التي مرت بها الإنسانية واستولدت منها الحكمة والعبرة والضمير وأقامت صرح الحضارة.”
- “العلم يمكن أن يقودك للجنون إذا لم تترفق بنفسك وتأخذ منه جرعة جرعة حسب طاقتك”
- “إن من يقتل اخاه لا يكره اخاه، وإنما يكره نفسه.. فاليد لا ترتفع لتقتل إلا إذا كانت النفس من الداخل يعتصرها التوتر.”
- “إذا أردت أن تعيش بكل وجودك فعليك أن تفتح ذراعيك لتحتضن كل شئ …"
- “لا تحاول أن تسمي ما لا يمكن تسميته.. تأمل، لا تنطق بحرف …”
- “لو كان في قلبك ذرة إيمان وقلت للجبل انتقل من مكانك لانتقل من مكانه || سيدنا عيسى عليه السلام”
- “كل جديد يصبح قديما بمجرد تداوله”
- “تراث القيم والأخلاق لم يقم عبثاً.. إنما هو تراكم خبرات وتجارب عبر التاريخ …”
- “ليس الدين وحده هو الذي يدعونا إلي الأخلاق وضبط النفس والتحكم في شهواتنا وإنما حضارتنا وأعرافنا وتراثنا ثم خبرة حياتنا الخاصة ومعاناتنا الذاتية وتجاربنا واقتناعنا الشخصي.”
- “الجمال الحقيقي هو جمال الشخصية وحلاوة السجايا وطهارة الروح”
- “أخيرا عرف الإنسان مكانه.. خلف الميكروب.. ووراء الفيروس..و تحت قياده الجراثيم”
- “الإنسان والوجود حقيقة واحدة. ولا يمكن إدراك الأول دون إدراك الثاني.”

## وصلات خارجية
- فيديو حلقات الدكتور مصطفى محمود.
- مدونة الدكتور مصطفى محمود.
- «كان نائماً في سكينة تامة لم يستيقظ منها»: ابنة مصطفى محمود ل ـ«العربية. نت»: العالم الكبير رحل في هدوء، العربية نت، 31 أكتوبر 2009.
- صفحة مصطفى محمود على موقع أبجد
- صفحة اقتباسات مصطفى محمود على موقع أبجد
- صفحة باسم الدكتور رائعة على الفيس بوك
- الفيلم الوثائقي العالم والايمان على اليوتيوب
- محمود تحميل كتب الدكتور مصطفى محمود كاملة pdf